# Parc d'État de Fort Macon
Le parc d'État de Fort Macon est un parc d'État de Caroline du Nord de 15,78 km2 (3 900 acres) situé dans le comté de Carteret aux États-Unis. Ouvert en 1936, il est situé près de la ville d'Atlantic Beach (Caroline du Nord). Le parc est le plus visité des parcs de la Caroline du Nord, avec 1,3 million de visiteurs par an, même s'il reste un des trois plus petits parcs de l'État avec 1,57 km2 (389 acres). La bataille de Fort Macon s'est déroulée entre le 23 mars et le 26 avril 1862.
En plus du fort entièrement restauré, le parc offre aux visiteurs la possibilité de pêcher, de se promener le long des sentiers de découverte de la nature, de profiter de visites guidées par les gardes, d'un secteur de baignade protégé, d'une buvette et des bains publics. À l'exception des bains publics, on peut profiter de l'ensemble du parc gratuitement.
Le parc est ouvert toute l'année, le stationnement et l'entrée sont gratuits. Hors des mois d'été, le secteur de baignade protégé, la buvette et les bains publics ne sont pas disponibles. Vous pouvez tout de même vous baigner sous votre seule responsabilité, et les toilettes restent ouvertes toute l'année. 
La station des garde-côtes de Fort Macon est située dans le parc et on peut y voir un des six patrouilleurs de type Coast Guard Cutter qui y sont amarrés.

## Histoire
Le fort est constitué de briques et de pierres sur ses cinq côtés. Vingt-six pièces sont construites dans les murs extérieurs de 1,4 mètre d'épaisseur.
De nos jours, le danger d'une attaque navale le long des côtes de Caroline du Nord semble éloigné, mais pendant le XIXe et le XXe siècle, la région autour de Beaufort était très vulnérable aux attaques.
Barbe Noire et d'autres pirates sont passés régulièrement par la crique de Beaufort, tandis que les guerres successives avec l'Espagne, la France et la Grande-Bretagne durant la période coloniale fournissaient de constantes menaces sur les côtes par les navires de guerre ennemis. Le navire de Barbe Noire, le Queen Anne's Revenge, aurait été découvert dans les eaux peu profondes près du parc, et aurait été récupéré. Beaufort fut capturée et pillée par les Espagnols en 1747, puis par les Anglais en 1782.
Les dirigeants de Caroline du Nord reconnurent la nécessité de défenses côtières pour prévenir de telles attaques et commencèrent la construction de forts. La partie orientale de Bogue Banks fut choisie pour être le meilleur endroit pour la construction d'un fort pour garder l'entrée de la crique de Beaufort, et en 1756 la construction d'un petit fort connu sous le nom de Fort Dobbs commença à cet endroit. Fort Dobbs ne fut jamais terminé et la crique restera non défendue jusqu'à la révolution américaine.
Au début des années 1800, les relations continuellement tendues avec la Grande-Bretagne obligèrent le gouvernement américain à construire une chaine de défense nationale de forts côtiers pour se protéger. Comme partie de sa défense, un petit fort maçonné fut construit pour garder la crique de Beaufort entre 1808 et 1809. Ce fort gardait la crique durant la guerre de 1812, mais il fut ensuite abandonné rapidement après la fin de la guerre. 
L'érosion de l'océan, combinée avec un ouragan en 1825, fit chuter le fort dans la crique en 1826.
La guerre de 1812 démontra la faiblesse des défenses côtières existantes des États-Unis et décida le gouvernement américain à construire une chaine de fortifications côtières renforcées pour la défense nationale. Le fort aujourd'hui présent, Fort Macon, était une partie de cette chaine. Le but de Fort Macon était de garder la crique de Beaufort ainsi que son port, le seul port océanique important de Caroline du Nord.
Nommé en l'honneur du sénateur américain de l'État de la Caroline du Nord, Nathaniel Macon, qui a fourni les fonds pour construire les bâtiments, le Fort Macon a été conçu par le Général de brigade Simon Bernard et construit par le corps d'ingénieurs de l'armée américaine. La construction a commencé en 1826 et a duré huit ans. Le fort a été achevé en décembre 1834 et il a été amélioré avec une nouvelle modification pendant les années 1841 à 1846. Le coût total du fort a été de 463 790 $. Dans les années 1840, un système de contrôle de l'érosion a été initialement réalisé par Robert E. Lee, qui deviendra plus tard Général de l'Armée Confédérée. Au début de la Guerre civile, la Caroline du Nord enleva le fort à l'Union, qui le reprit en 1862 lors de la campagne de Burnside en Caroline du Nord. Pendant la durée de la guerre, le fort servait de dépôt de charbon pour les forces navales. Bien souvent, seul un sergent d'artillerie était présent pour garder le fort. 
La Guerre civile commença le 12 avril 1861 et seulement deux jours s'écoulèrent avant que des milices locales de Beaufort n'arrivent pour prendre le fort au nom de l'État de Caroline du Nord et de la Confédération. Les forces confédérées de Caroline du Nord ont occupé le fort pendant une année, le préparant pour la bataille et l'armant avec 54 canons lourds. Au début de l'année 1862, lors de la campagne de Burnside en Caroline du Nord les forces de l'Union commandées par le général Ambrose E. Burnside balayent l'est de la Caroline du Nord et une partie des forces de Burnside commandée par le Général de brigade John Grubb Parke est envoyée pour prendre Fort Macon. Les hommes de Parke capturèrent les villes de Morehead City et Beaufort sans résistance, et débarquent sur les Bogue Banks entre mars et avril pour prendre Fort Macon. Le colonel Moses J. White et les 400 confédérés du fort refusent de se rendre alors que le fort est encerclé. Le 25 avril 1862, les forces de Park, aidées par quatre canonnières de l'Union, bombardent le fort avec des canons lourds pendant onze heures.
Le fort repoussa aisément l'attaque des canonnières, mais les batteries terrestres, utilisant de nouveaux canons, frappèrent le fort 560 fois. Il y eut tant de dommages que le Colonel White fut forcé de se rendre le matin suivant, le 26 avril. Lui et ses hommes furent considérés comme prisonniers de guerre. Cette bataille marqua l'utilisation pour la seconde fois dans l'histoire de nouvelles armes très puissantes contre un fort, et démontra ainsi l'obsolescence de telles fortifications comme moyen de défense. L'Union conservera Fort Macon jusqu'à la fin de la guerre, tandis que le port de Beaufort servira comme un important chantier de réparation et de ravitaillement en charbon pour sa marine.
Le fort Macon devint une prison fédérale de 1867 à 1876, gardé pendant la guerre hispano-américaine et a été fermé en 1903. Le Congrès proposa la vente du fort en 1923, et l'État a acheté la terre, créant ainsi le deuxième parc d'État. Rénové par le Civilian Conservation Corps de 1934 à 1935, le fort a été armé pour la dernière fois pendant la Deuxième Guerre mondiale.
Pendant la période de reconstruction après la guerre, l'armée américaine occupa activement le Fort Macon jusqu'en 1877. Durant cette période, et jusqu'au moment où il n'y eut plus de pénitencier fédéral ou d'État dans le district militaire de Caroline du Nord et de Caroline du Sud, Fort Macon fut utilisé pendant environ 11 ans comme une prison civile et militaire. Le fort ne reprit son statut militaire que lors de l'été 1898 pendant la guerre hispano-américaine. Finalement, en 1903, l'armée abandonna complètement le fort.
En 1923, Fort Macon fut mis en vente comme propriété militaire. Le congrès de Caroline du Nord fit acte de candidature pour son achat, et par une loi du Congrès du 4 juin 1924, les États-Unis vendirent le fort et ses alentours pour la somme d'un dollar à l'État de Caroline du Nord pour être utilisé comme un parc public. Ce fut la seconde zone acquise par l'État dans le but de constituer un système de parcs d'État.
Entre 1934 et 1935 les Civilian Conservation Corps restaurèrent le fort et établirent des aménagements publics qui permirent au parc d'État de Fort Macon d'ouvrir officiellement le 1er mai 1936. Ce sera le premier parc d'État opérationnel de Caroline du Nord.
Au début de la Seconde Guerre mondiale, l'armée américaine a loué au parc à l'État le fort et a installé du matériel et des troupes d'artillerie pour protéger de nombreux équipements voisins importants. Le fort fut occupé de décembre 1941 à novembre 1944. Le 1er octobre 1946, l'armée rendit le fort et le parc à l'État.